# Быстрейшая гитара из всех живущих
«Быстрейшая гитара из всех живущих» (англ. The Fastest Guitar Alive) — цветной художественный фильм режиссёра Майкла Д. Мура. Фильм выпущен кинокомпанией «MGM» 1 сентября 1967 года. Фильм снят в жанре вестерна, представляет актёрский дебют в полнометражном кино известного музыканта Роя Орбисона. Саундтрек к фильму был выпущен в июне 1967 года под лейблом «MGM Records».

## Сюжет
США, Гражданская война. Казна государства почти пуста. Группа федеральных шпионов крадет тайник с золотом из Сан-Франциско с целью передать его генералу в Эль-Пасо. Но о краже золота узнают другие люди, среди которых американский шпион Джонни Бэннер, главная цель которого — доставить тайник Федеральной Армии. И он отправляется в путь со своим уникальным оружием — гитарой-пулеметом!

## Список композиций
Все песни написаны Роем Орбисоном и Биллом Дизом.
Сторона A
1. «Whirlwind»
2. «Medicine Man, Medicine Man»
3. «River»
4. «The Fastest Guitar Alive»
5. «Rollin' On»

Сторона B
1. «Pistolero»
2. «Good Time Party»
3. «Heading South»
4. «Best Friend»
5. «There Won’t Be Many Coming Home»

## В ролях
- Рой Орбисон — Джонни Баннер
- Сэмми Джексон — Стив Менло
- Мэгги Пирс — Фло
- Джоан Фриман — Сью
- Лайл Беттгер — Чарли
- Джон Дусетт — Маршал Макс Купер
- Патриция Донахью — Стелла Девитт
- Бен Купер — помощник Ринка
- Бен Лесси — индейский вождь
- Дуглас Кеннеди — шериф Джо Стедман

В титрах не указаны
- Джон Харт — охранник монетного двора
- Винс Барнетт — горожанин

## Факты
- Первоначально роль Джонни Баннера должен был сыграть Элвис Пресли, но музыкант отказался[2].
- Автором обложки к фильму стал известный художник и мультипликатор Фрэнк Фразетта.
- Это последний фильм актёра Дугласа Кеннеди.